# Banga Ferenc
Banga Ferenc (Újpest, 1947. július 20. –) Munkácsy Mihály-díjas magyar grafikus.

## Életpályája
Képzőművészeti szabadiskolában tanult, mesterei  Zilahy György és Tamás Ervin voltak.  Restaurátorként dolgozott a Néprajzi Múzeumban 1968 és 1972 között, majd esti rajziskolában tanított 1972-1977 között. Az Újpesti Galéria vezetője volt 1986 és 1989 között.
Művészeti szerkesztője volt a Négy Évszak 1985-1986, Hitel 1990-1992, Magyar Szemle 1993-97 lapoknak. 1987-ben a Római Magyar Akadémia ösztöndíjasa volt.

## Művészete
Banga Ferenc rajzainak stílusa a pályakezdése óta gyakorlatilag nem változott. Felismerhető egyedi, másokéval össze nem keverhető stílusa, a szálkás-zaklatott vonálkázás, a helyenként egymásba fonódó alakzatok. Fametszeteket, kőrajzokat, linóleum- és rézmetszeteket egyaránt készít. Grafikai sorozatait albumokban is publikálta.
1975 óta foglalkozik illusztrálással. Szemethy Imre grafikussal együtt régi magyar írók műveit illusztrálják. Munkáikban a vizuális világ nagyobb hangsúlyt kap a könyvekben mint maga a szöveg. Tamkó Sirató Károly, Parti Nagy Lajos műveinek legfőbb illusztrátora.

## Sorozatok
- A nagy játék, ofszet litográfia, (1981)
- Nem félünk a farkastól, linóleummetszet, (1982)
- Grafikai album az Újpest Galéria megnyitására, linóleummetszet, (1986)
- Római történetek, litográfia, (1988)
- Káprázat a barlang falán, szita, (1989)
- Csak egyszerűen, linóleummetszet, (1991)
- Amit ma megtehetsz, rézmetszet, (1991)
- A megváltást ellenőrzik Szemethy Imrével, szitanyomás, (1997)

## Könyvillusztrációi (válogatás)
- Bárótzi Sándor: A mostani adaptus vagyis a szabadkőmívesek valóságos titka, (Budapest, 1998)
- Czakó Gábor: 77 magyar rémmese, (Budapest, 1988)
- Czakó Gábor: 77 és fél magyar rémmese, (Budapest, 1990)
- Czakó Gábor: ...És hetvenhét magyar népmese, (Budapest, 1996)
- Dugonics András: Szittyiai történetek, (Budapest, 1998)
- Esterházy Péter - Banga Ferenc: Egy nő, (Budapest, 1993)
- Parti Nagy Lajos: A pecsenyehattyú és más mesék (2008)
- Parti Nagy Lajos: A vak murmutér (2007)
- Parti Nagy Lajos: Kacat, bajazzó (részletek egy szőnyeg-verstanból – kézi tekercskönyv, 2002)
- Parti Nagy Lajos-Dumpf Endre: Töredékek (2004)
- Reményi József Tamás-Tarján Tamás: Sírfirkák (Budapest, 1977)
- Taksony János: Veszedelmes dolog a boszorkányokat megbántani és még három történet, (Budapest, 1996)
- Tamkó Sirató Károly: Pinty és Ponty (2006)
- Tamkó Sirató Károly: Tengerecki Pál (2005)
- Tamkó Sirató Károly: Tengerecki hazaszáll (2005)

## Kiállításai (válogatás)[3]

### Egyéni
- Építők Műszaki Klubja (1970)
- Derkovits Művelődési Ház, Budapest (1971)
- Stúdió Galéria, Budapest (1972)
- Művelődési Központ, Eger (1974)
- Tornyai Múzeum, Hódmezővásárhely (1978)
- New 57. Gallery (Szabados Árpáddal), Edinburgh (1979)
- Magyar Kultúra Háza, Helsinki (1980)
- Magyar Nemzeti Galéria, Budapest (1982)
- Pécsi Galéria, Pécs (1982)
- Szilády Galéria, Kiskunhalas (1985)
- Uitz Terem, Dunaújváros (1986)
- Újpesti Galéria, Budapest (1987)
- Galerie am Parkberg, Hamburg (1987)
- Balassi Könyvesbolt (1993)
- Dorottya u. Galéria, Budapest (1994)
- Palotaszálló, Lillafüred (1995)
- Fórum Galéria, Budapest (1996)
- Gold Art, Kortárs képzőművészeti bemutatóterem, Budapest (1996)

### Csoportos
- Magyar grafika, Magyar Nemzeti Galéria, Budapest (1971)
- VIII-IX. Országos Grafikai Biennálé, Miskolci Galéria, Miskolc (1973-1989, 1995)
- Országos Rajzbiennálé, Nógrádi Múzeum, Salgótarján (1982-1992, 1996-1998)
- VII., VIII., IX. Nemzetközi Fametszet Triennálé, Freiburg, Svájc (1977-1985)
- VI. Nemzetközi Grafikai Biennálé, Firenze (1978)
- Grafikai Biennálé, Heidelberg (1979)
- XII. Párizsi Biennálé, Párizs (1982)
- Mai magyar grafika és rajzművészet, Magyar Nemzeti Galéria, Budapest (1983)
- Nemzetközi Képzőművészeti Kiállítás, Graz (1988)
- Új szerzemények, Magyar Nemzeti Galéria, Budapest (1992)

## Művei közgyűjteményekben
- Déri Múzeum, Debrecen
- Herman Ottó Múzeum, Miskolc
- Szent István Király Múzeum, Székesfehérvár
- Janus Pannonius Múzeum, Pécs
- József Attila Múzeum, Makó
- Magyar Nemzeti Galéria, Budapest
- Megyei Könyvtár, Békéscsaba
- Miskolci Galéria, Miskolc
- Móra Ferenc Múzeum, Szeged
- Petőfi Irodalmi Múzeum, Budapest

## Díjai, elismerései
- Derkovits-ösztöndíj (1974-1976)
- Magyar Nemzeti Galéria Zichy emlékkiállításának grafikai díja (1976)
- Miskolci Grafikai Biennálé nagydíja (1979)
- Művészeti Alap díja (1979)
- Munkácsy Mihály-díj (1982)
- II. Országos Rajzbiennálé nagydíja, Salgótarján (1984)
- Fővárosi Tanács Művészeti díja (1987)
- Hirosimai Animációs Világfesztivál I. díja (Varga Csaba-val megosztva) (1987)
- A legjobb grafikai terv díja, II. díj (1987)
- Kecskeméti Animációs Filmszemle (1987)
- Szép Magyar Könyv illusztrációs nagydíja (1988)
- Csillag Albert Alapítvány könyvillusztrációs díja (1990)
- Érdemes művész (2003)

## Kapcsolódó információk
- Theisler Gy.: Banga Ferenc, Művészet, 1972/10-11.
- Frank J.: Banga Ferencnél, Élet és Irodalom, 1974. október 26.
- Gellér Katalin: Groteszk firkák, Művészet, 1978/8.
- Dévényi I.: Banga műhelykiállítás, Mozgó Világ, 1980/10.
- Németh L.: Banga, Budapest, 1981
- Reményi J. T.: Banga Ferenc és a Fúriák, Alföld, 1983/7.
- Banga Ferenc, Enciklopedia Mondiale degli Artisti Contemporanei, Seledizioni, 1984
- Vadas J.: Banga úr, a rajzmester, Új Tükör, 1985. május 26.
- Czakó G.: Banga Ferenc rajzaihoz, Forrás, 1987/4.
- Esterházy Péter: Mi a banga?, Mozgóképek, 1987/6.
- Keserü Katalin: Nem erőltet, Lege Artis Medicinae, 1992/2/8.